# La Roche-Blanche (Loara Atlantycka)
Roche-Blanche – miejscowość i gmina we Francji, w regionie Kraj Loary, w departamencie Loara Atlantycka.
Według danych na rok 2010 gminę zamieszkiwało 1131 osób, a gęstość zaludnienia wynosiła 76 osób/km².